# Die Wacht am Rhein

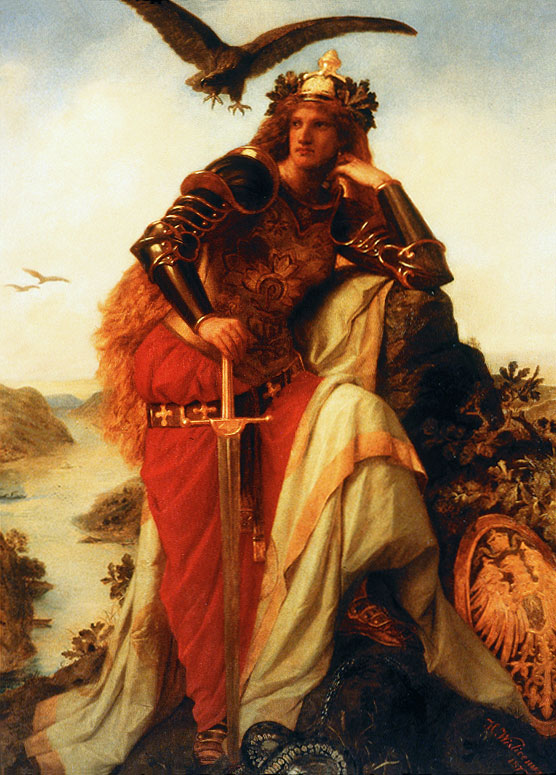
Hermann Wislicenus, Germania sulla Guardia al Reno (1873)

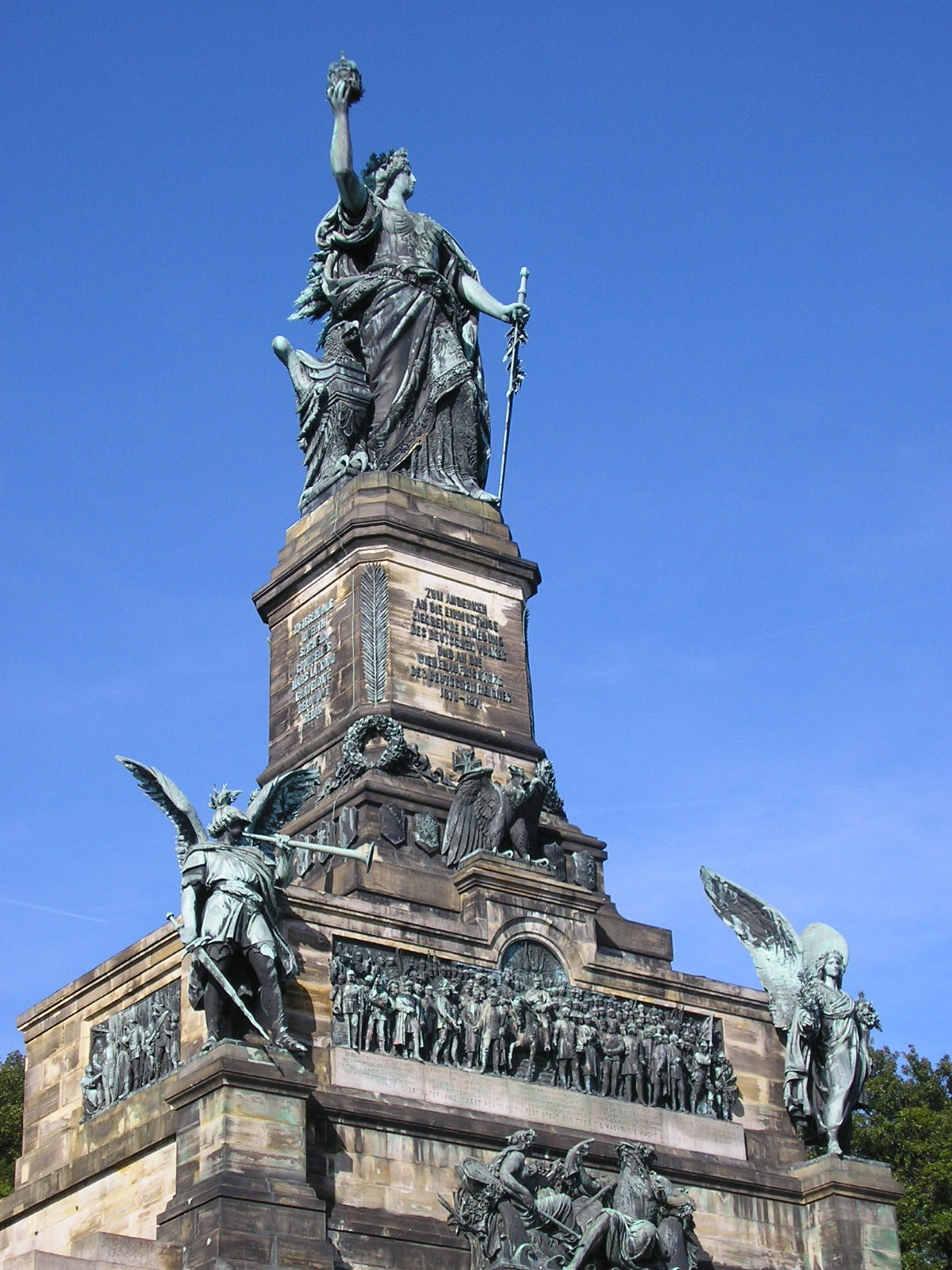
Niederwalddenkmal, presso Rüdesheim am Rhein

Die Wacht am Rhein (La guardia sul Reno) è una celebre canzone patriottica tedesca, il cui testo deriva da una poesia scritta dal mercante svevo Max Schneckenburger nel frangente della cosiddetta crisi del Reno del 1840, durante la quale si inasprì la storica conflittualità politica con la Francia a seguito delle risvegliate ambizioni di quest'ultima sulla questione dei confini naturali franco-tedeschi.

## Storia
Die Wacht am Rhein, prima della dissoluzione dell'Impero tedesco degli Hohenzollern, veniva considerata una sorta di inno nazionale, insieme al Lied der Deutschen (Il canto dei tedeschi) e a Was ist des Deutschen Vaterland? (Qual è la patria del tedesco?). Le sue origini risalgono ai passati conflitti con la Francia. La canzone fu particolarmente popolare durante la guerra franco-prussiana e durante la prima guerra mondiale. 
Le parole furono tratte da un poema scritto nel 1840 dal mercante svevo Max Schneckenburger. Questi fu ispirato dalla cosiddetta crisi del Reno che ebbe luogo in quello stesso anno, quando il primo ministro francese, Adolphe Thiers, rinnovò le rivendicazioni francesi per gli argini del Reno quale confine naturale francese. I tedeschi temevano che la Francia stesse pianificando l'annessione della riva sinistra del Reno, esattamente come aveva fatto durante le guerre napoleoniche pochi decenni prima (ora le terre ubicate lungo la riva sinistra del Reno tra la Svizzera e i Paesi Bassi sono soprattutto tedesche).
L'inno ufficiale prussiano – quello della famiglia monarchica, ossia Heil dir im Siegerkranz – era simile a quello inglese nel testo (Salve a te, coronato d'alloro) e nella melodia ed era per questo impopolare in quel periodo di accesi nazionalismi.
Die Wacht am Rhein, ma anche Das Lied der Deutschen, nonché Was ist des Deutschen Vaterland?, nacquero invece con l'idea di spronare il popolo tedesco affinché mettesse da parte le rivalità dei vari principati e dei regni (tedeschi), in favore di un unico Stato tedesco che fosse ben difeso da minacce esterne.
Durante la sua permanenza in Svizzera, Max Schneckenburger fece adattare le parole dei suoi versi ad una melodia dell'organista svizzero J. Mendel. L'inno fu cantato per la prima volta dal tenore Adolph Methfessel in onore dell'ambasciatore prussiano Christian von Bunsen. Questa prima versione dell'inno non riscosse alcuna popolarità, e Max Schneckenburger morì nel 1849 senza alcuna premonizione del futuro successo della sua opera una volta adattata a una diversa melodia.
Quando Karl Wilhelm, direttore musicale nella città tedesca di Krefeld, poté visionare il poema nel 1854, scrisse per esso una nuova melodia. Wilhelm fece eseguire il nuovo inno per la prima volta l'11 giugno 1854, cantato dal suo Coro maschile. Era una data significativa, dato che si celebrava l'anniversario delle nozze d'argento del principe Guglielmo di Prussia (Prinz Wilhelm von Preußen) che poi sarebbe stato noto col nome di Guglielmo I, imperatore tedesco (Wilhelm I., deutscher Kaiser). 
Dopo la vittoria prussiana nella guerra con la Francia, la melodia divenne particolarmente famosa e il cancelliere imperiale Otto von Bismarck ricoprì di onorificenze il maestro Karl Wilhelm e i suoi familiari, garantendogli, peraltro, una pensione annuale.
Die Wacht am Rhein conserva ora un significato puramente storico per la maggior parte dei tedeschi. Il brano raramente viene cantato o orchestrato. Non è bastato il trattato dell'Eliseo del 1963 per porre fine al secolare timore tedesco di un'invasione francese.

## Testo
wie Schwertgeklirr und Wogenprall:

Zum Rhein, zum Rhein, zum deutschen Rhein,

wer will des Stromes Hüter sein?

Lieb Vaterland, magst ruhig sein,

lieb Vaterland, magst ruhig sein,

Fest steht und treu die Wacht, die Wacht am Rhein!

Fest steht und treu die Wacht, die Wacht am Rhein!
2. Durch Hunderttausend zuckt es schnell,

und aller Augen blitzen hell;

der Deutsche, bieder, fromm und stark,

beschützt die heil'ge Landesmark.

Lieb Vaterland, magst ruhig sein,

lieb Vaterland, magst ruhig sein,

Fest steht und treu die Wacht, die Wacht am Rhein!

Fest steht und treu die Wacht, die Wacht am Rhein!
3. Er blickt hinauf in Himmelsau'n,

wo Heldenväter niederschau'n,

und schwört mit stolzer Kampfeslust:

Du Rhein bleibst deutsch wie meine Brust!

Lieb Vaterland, magst ruhig sein,

lieb Vaterland, magst ruhig sein,

Fest steht und treu die Wacht, die Wacht am Rhein!

Fest steht und treu die Wacht, die Wacht am Rhein!
4. Solang ein Tropfen Blut noch glüht,

noch eine Faust den Degen zieht,

und noch ein Arm die Büchse spannt,

betritt kein Feind hier deinen Strand!

Lieb Vaterland, magst ruhig sein,

lieb Vaterland, magst ruhig sein,

Fest steht und treu die Wacht, die Wacht am Rhein!

Fest steht und treu die Wacht, die Wacht am Rhein!
 Und ob mein Herz im Tode bricht,

wirst du doch drum ein Welscher nicht.

Reich, wie an Wasser deine Flut,

ist Deutschland ja an Heldenblut!

Lieb Vaterland, magst ruhig sein,

lieb Vaterland, magst ruhig sein,

Fest steht und treu die Wacht, die Wacht am Rhein!

Fest steht und treu die Wacht, die Wacht am Rhein!
5. Der Schwur erschallt, die Woge rinnt

die Fahnen flattern hoch im Wind:

Am Rhein, am Rhein, am deutschen Rhein

wir alle wollen Hüter sein.

Lieb Vaterland, magst ruhig sein,

lieb Vaterland, magst ruhig sein,

Fest steht und treu die Wacht, die Wacht am Rhein!

Fest steht und treu die Wacht, die Wacht am Rhein!
 So führe uns, du bist bewährt;

In Gottvertrau'n greif' zu dem Schwert!

Hoch Wilhelm! Nieder mit der Brut!

Und tilg' die Schmach mit Feindesblut!»

## Curiosità
Una tra le più celebri esecuzioni di Die Wacht am Rhein avvenne nel film Casablanca: i militari tedeschi la cantano al Rick's Café, ma i clienti francesi sembrano fortemente irritati dalla canzone, allorché la seconda strofa del brano venne interrotta dall'esecuzione della Marsigliese da parte dell'orchestra del locale.

### Esplicative
1. ↑  Strofa addizionale, solitamente inserita tra la quarta e la quinta strofa (talvolta tra la terza e la quarta).
2. ↑  Strofa addizionale, inserita nelle cartoline di guerra della prima guerra mondiale.